# Alec Holowka
Alec Holowka (Winnipeg, Manitoba, 30 de octubre de 1983-Ib., 31 de agosto de 2019) fue un desarrollador de videojuegos canadiense, cofundador de las compañías Infinite Ammo, Infinite Fall y Bit Blot. Fue conocido por colaborar con Derek Yu en Aquaria y I'm OK - A Murder Simulator y con Scott Benson y Bethany Hockenberry en Night in the Woods.

## Vida y Carrera
Holowka dio sus primeros pasos en programación a la edad de ocho años, cuando su padre le compró el libro Basic Fun, una introducción lúdica a la programación en ese lenguaje. Eventualmente, comenzó a trabajar con un grupo de software gratuito llamado Zaphire Productions. Luego trabajó para una serie de startups fallidas, incluida una en Winnipeg trabajando en un título de acción de fantasía multijugador para PC y un videojuego de carreras con combates en Vancouver para Xbox 360 .

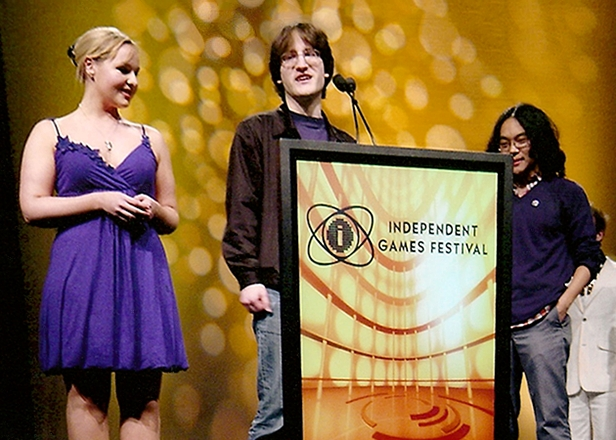
Jenna Sharpe, Holowka y Derek Yu aceptaron el gran premio en el 2007 Independent Games Festival.

Holowka trabajó como ingeniero de sonido en el videojuego gratuito de 2006 I'm O.K – A Murder Simulator como respuesta a la carta abierta A Modest Video Game Proposal del abogado estadounidense Jack Thompson. Holowka conoció a Derek Yu en la sección de comentarios del popular sitio web de tecnología Slashdot en una publicación referida a la propuesta contenida en la carta abierta de Jack Thompson, y junto con Chris Hanson y Phil Jones formaron la Thompsonsoft exclusivamente para tal lanzamiento.
Después de su lanzamiento, Holowka le presentó a Yu un proyecto en el que había estado trabajando de manera independiente. Yu estaba interesado en el proyecto y los dos desarrolladores constituyeron formalmente a la compañía desarrolladora Bit Blot, la semana previa a la fecha límite del Independent Games Festival . El proyecto se lanzó el 7 de diciembre de 2007 bajo el título Aquaria, y recibió el Gran Premio Seumas McNally del Independent Games Festival en 2007.
En octubre de 2013, Holowka y el animador independiente Scott Benson financiaron con éxito el juego Night in the Woods bajo el nombre de estudio "Infinite Fall" a través de la plataforma de micromecenazgo Kickstarter.
En agosto de 2019, en medio de acusaciones de acoso sexual hacia otros desarrolladores, Holowka fue acusado de abuso físico y emocional por parte de Zoë Quinn . El día siguiente a la acusación, el equipo de desarrollo de Night in the Woods cortó lazos con Holowka, con Scott Benson escribiendo "Tomamos tales acusaciones en serio como equipo";  el equipo declaró que se les habían presentado otras evidencias que corroboraban las acusaciones. Su editor, Finji, respaldó la decisión del equipo y también pospuso los planes para publicar copias físicas del juego a raíz de las acusaciones.
Holowka se suicidó a los treinta y cinco años, el 31 de agosto de 2019 tras hacerse públicas graves acusaciones contra él de acoso sexual por parte de Zoe Quinn. Según su hermana, quien publicó en Twitter sobre su muerte, Holowka había estado «luchando contra trastornos del estado de ánimo y de personalidad» a lo largo de su vida y que «fue víctima de abuso».  Ella explicó que él había estado en tratamiento para corregir sus propios trastornos en los últimos años a través de terapia y medicación. También declaró que Holowka «dijo que deseaba lo mejor para Zoë y todos los demás». 

## Juegos

### I'm O.K.(2006)
I'm O.K. es un shoot-em-up de desplazamiento lateral de plataformas creadao como respuesta a la carta abierta de Jack Thompson, "A Modest Video Game Proposal". Fue realizado por tres colaboradores que trabajan bajo el sello del estudio de fantasía Thompsonsoft: Holowka en el audio del juego, Derek Yu haciendo las ilustraciones y Chris Hanson en el código. Es un juego de arcade de estilo "retro", que parodia varios juegos famosos, compañías de juegos y desarrolladores de juegos, y presenta a su personaje principal Osaki Kim (o abreviado "OK"), quien desencadena una serie de asesinatos contra representantes de la industria de los videojuegos.

### Aquaria(2007)
Aquaria es un juego de acción y aventura, basado principalmente en la exploración. Es una historia épica sobre las aventuras de Naija, una criatura submarina amnésica, que busca información sobre su familia y su pasado. Ella explora muchas ruinas antiguas de Aquaria, un mundo submarino erigido por un misterioso creador. Creado por Derek Yu y Alec Holowka, Aquaria es su primer juego comercial y el ganador del Gran Premio Seumas McNally 2007 del Independent Games Festival .

### Owl Country(2008)
A principios de 2008, Holowka, junto con un grupo de otros desarrolladores independientes durante la Game Developers Conference 2008 en San Francisco, California, creó este título con la mayor parte del trabajo siendo realizado en su hotel, el Holiday Inn, durante los días de la conferencia . Holowka participó en calidad de músico y programador. El proyecto fue creado como respuesta a un incidente que ocurrió después de la fiesta Gamma 256 de Kokoromi después de la Cumbre Internacional del Juego de Montreal en Montreal, Canadá.

### Paper Moon(2008)
Holowka, junto con la compañía desarrolladora Infinite Ammo, recientemente formada, creó Paper Moon, un juego que fue elegido junto con otros cinco juegos para ser exhibidos en el evento GAMMA 2008. Fue publicado el 15 de agosto de 2008.

### Everyone Loves Active 2(2008)
Holowka compuso la banda sonora para el juego gratuito de Kyle Pulver, Everyone Loves Active 2 .

### Verge(2008)
Holowka se unió a Pulver nuevamente para Verge, componiendo la música del juego. Verge es un juego corto de plataformas de desplazamiento lateral, centrado en la vida y la muerte. Fue publicado y ganó el concurso Commonplace Book Competition de The Independent Gaming Source. Una versión extendida del juego se encuentra actualmente en desarrollo.

### Crayon Physics Deluxe(2009)
Holowka compuso parte de la banda sonora de Crayon Physics Deluxe, que fue desarrollada por Petri Purho bajo el sello del desarrollador Kloonigames, y que recibió el Gran Premio Seumas McNally 2008 en el Independent Games Festival 2008.

### Offspring Fling(2012)
Holowka escribió la música para el juego Offspring Fling de Kyle Pulver.

### TowerFall Ascension(2013)
Holowka compuso la música para el juego independiente TowerFall, lanzado inicialmente en 2013 para Ouya, pero relanzado con el subtítulo Ascension y una banda sonora ampliada en 2014 para PS4 y PC.

### Night in the Woods(2017)
Night in the Woods fue creado por Infinite Fall, siendo su desarrollo dirigido por Holowka, Scott Benson y Bethany Hockenberry. Holowka también compuso la banda sonora del juego. El título ganó numerosos premios, incluido el Gran Premio Seamus McNally 2018 en el Independent Games Festival.

### Oceanheart
Holowka había estado trabajando con Karen Teixeira en Oceanheart, un juego que combina elementos de The Legend of Zelda: Wind Waker y Animal Crossing, que se anunció en 2016. A fines de 2018, Holowka declaró que él y Teixeira se habían "rendido" en el desarrollo del juego por el momento.